# Грикун Олександр Вікторович
Олександр Вікторович Грикун (нар. 28 серпня 1981, м. Кам'янець-Подільський, Україна) — український бандурист-виконавець. Член Національної спілки кобзарів України.

## Життєпис
Закінчив Стрітівську вищу педагогічну школу кобзарського мистецтва (у викладача Г. С. Пелеха).
У репертуарі українські народні пісні — «Де Крим за горами», «По діброві вітер віє», «Розпрягайте, хлопці, коні», «Ревуть стогнуть гори хвилі», «Їхав, їхав козак містом», «Ой у полі могила», «Мав я раз дівчиноньку чепурненьку», «Віє вітер», «Берестечко» (сл. Т.Шевченка), «Ой у полі три криниченьки», «Як ішов я з Дебречина», « Всякому городу нрав і права», «Ой не цвіти буйним цвітом», «Бандуристе, орле сизий», «Вечір на дворі», «Місяць на небі», «На Тарасовій горі», «Ой не стелися хрещатий барвінку» та інші.